# Phoxichilidium micropalpidum
Phoxichilidium micropalpidum är en havsspindelart som beskrevs av Hilton, W.A. 1942. Phoxichilidium micropalpidum ingår i släktet Phoxichilidium och familjen Phoxichilidiidae. Inga underarter finns listade i Catalogue of Life.